# Houston (Delaware)
Houston je gradić u američkoj saveznoj državi Delaware. Prema popisu stanovništva iz 2010. u njemu je živjelo 374 stanovnika.